# Veedersburg
Veedersburg é uma cidade  localizada no estado americano de Indiana, no Condado de Fountain.

## Demografia
Segundo o censo americano de 2000, a sua população era de 2299 habitantes.
Em 2006, foi estimada uma população de 2233, um decréscimo de 66 (-2.9%).

## Geografia
De acordo com o United States Census Bureau tem uma área de
7,0 km², dos quais 7,0 km² cobertos por terra e 0,0 km² cobertos por água. Veedersburg localiza-se a aproximadamente 199 m acima do nível do mar.

## Localidades na vizinhança
O diagrama seguinte representa as localidades num raio de 16 km ao redor de Veedersburg.